# Pristimantis baiotis
Pristimantis baiotis är en groddjursart som först beskrevs av Lynch 1998.  Pristimantis baiotis ingår i släktet Pristimantis och familjen Strabomantidae. IUCN kategoriserar arten globalt som otillräckligt studerad. Inga underarter finns listade i Catalogue of Life.